# Carro alegórico

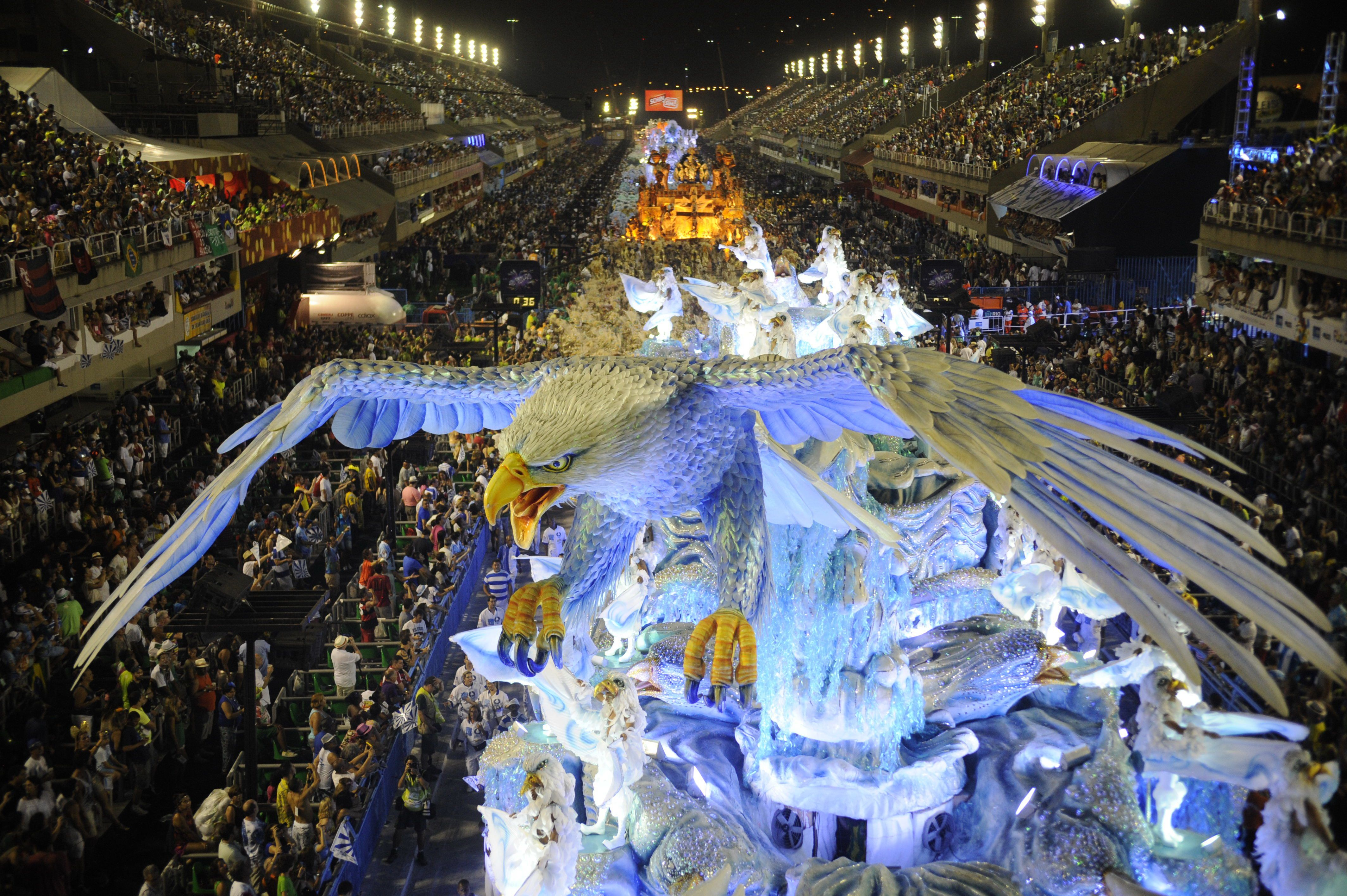
Un carro alegórico en el Carnaval de Río, 2014

Un carro alegórico, también llamado carroza alegórica, es una plataforma decorada, ya sea construida sobre un vehículo como un camión o remolcada detrás de uno, que participa de muchos desfiles festivos, entre ellos los del Carnaval de Brasil, el Carnaval de Viareggio, el Carnaval de Malta, el Carnaval de Uruguay, el Desfile del Día de Acción de Gracias de Macy's, el Mardi Gras de Nueva Orleans y el Desfile del Torneo de las Rosas. Para este último evento, las carrozas están decoradas íntegramente con flores u otro material vegetal.

## Historia

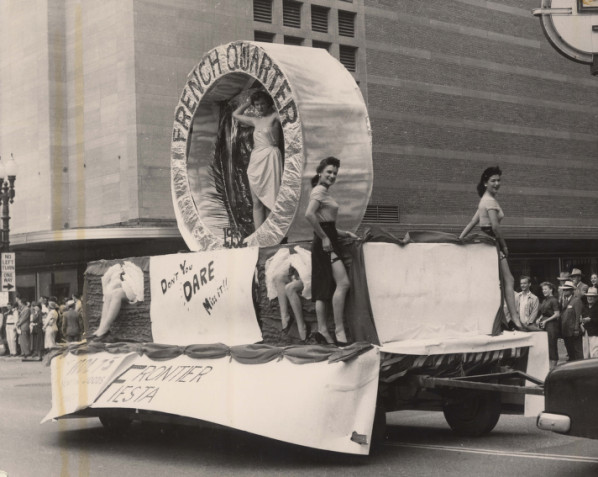
Carro alegórico del Barrio Francés, (años 1950).

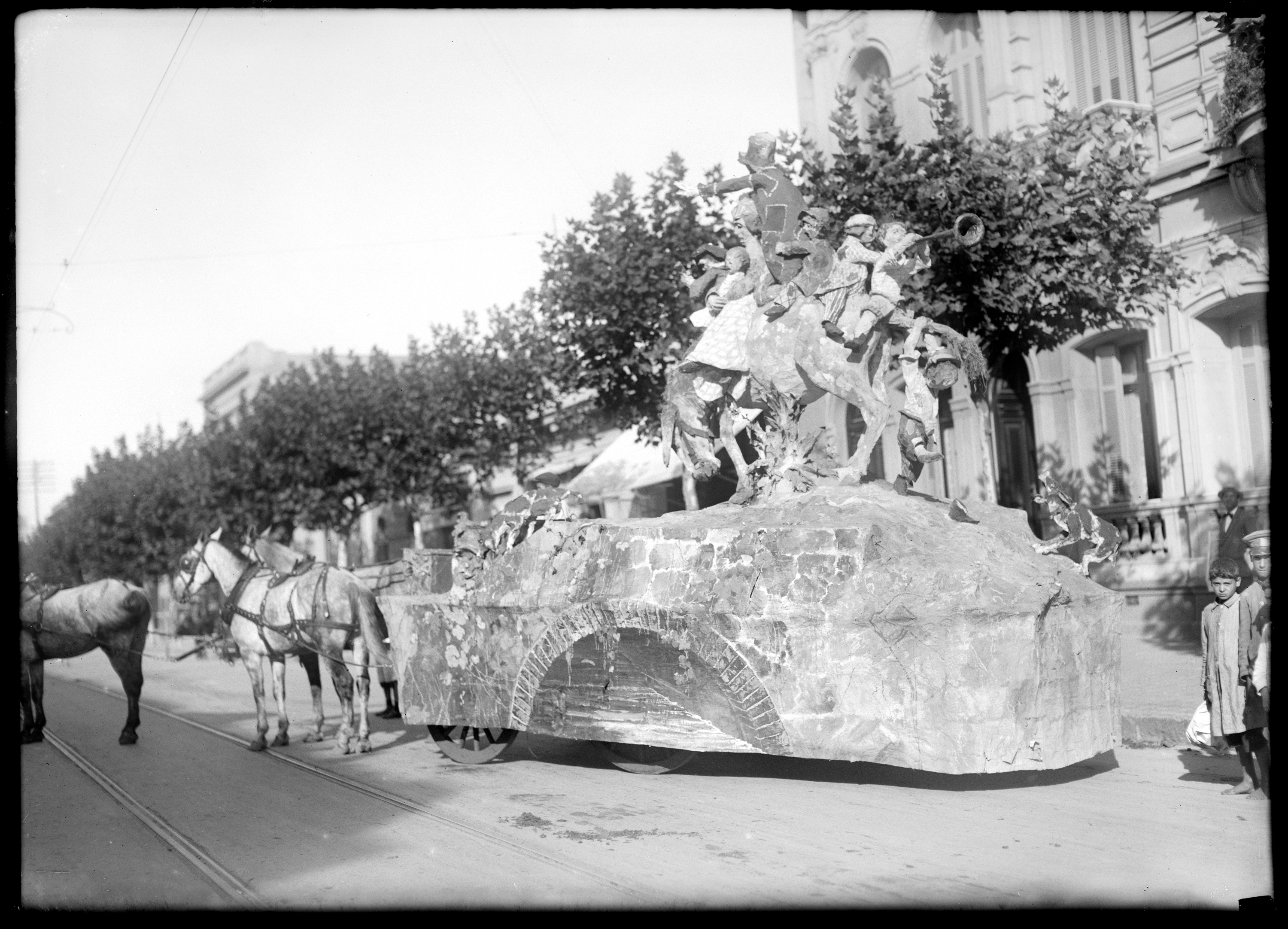
Carro alegórico de 1919 tirado por caballos del Carnaval en Uruguay.

Los carros alegóricos se introdujeron por primera vez en la Edad Media. Las iglesias utilizaban carros de desfile como escenario móvil para representaciones de pasiones, y los artesanos construían carros alegóricos para su oficio específico. Los carros eran arrastrados por todo el pueblo, sobre todo durante el Corpus Christi, en el que se utilizaron hasta 48 carros, uno para cada obra del ciclo del Corpus Christi.

### La más grande
La carroza alegórica más grande jamás exhibida en un desfile medía 35.4 metros y participó en el Desfile del Torneo de las Rosas de 2012. Sobre la misma, Tillman, el bulldog del skate, (y algunos de sus amigos) surfeaban en una superficio de 24 metros de agua. El tanque de agua contenía más de 25 mil litros en una carroza que pesaba más de 45 mil kilogramos.  Este carro rompió el récord anterior de carroza alegórica de un solo chasis más grande, establecido en 2010 por el mismo patrocinador.
Los perros entrenaron durante tres meses antes del debut de la carroza en el Desfile del Torneo de las Rosas, el 2 de enero de 2012. Se incorporó al diseño del carro una máquina de “olas” especialmente diseñada que creaba una ola cada minuto. 

## Torneo de las Rosas

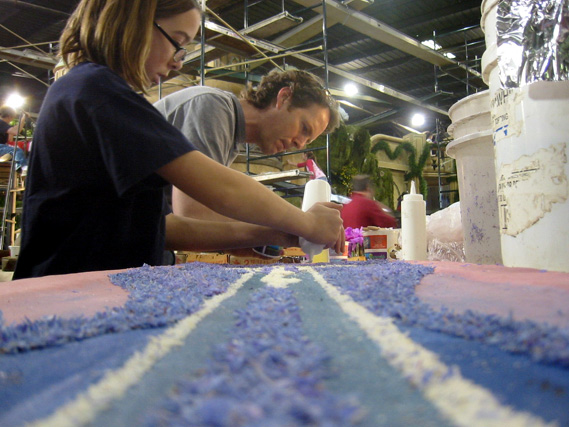
Voluntarios trabajando en carrozas de Star Wars en 2007.

Los miembros del Valley Hunt Club de Pasadena organizaron por primera vez el Desfile del Torneo de las Rosas en 1890. Muchos de los miembros del Valley Hunt Club eran antiguos residentes del este y medio oeste de Estados Unidos y querían mostrar el clima agradable invernal de sus nuevas casas en California. En una reunión del club, el profesor Charles F. Holder anunció: "En Nueva York, la gente está enterrada en la nieve. Aquí nuestras flores están floreciendo y nuestras naranjas están a punto de dar frutos. Celebremos un festival para contarle al mundo acerca de nuestro paraíso".
Así, el Club organizó carruajes cubiertos de flores, seguidos de carreras a pie, partidos de polo y un juego de tira y afloja en el solar del pueblo. Atrajeron a una multitud de 2000 personas al evento. Al ver las decenas de flores expuestas, el profesor decidió sugerir el nombre "Torneo de las Rosas".

## Batalla de flores
El desfile de la Batalla de las Flores se lleva a cabo en San Antonio, Texas, y es el único desfile en los Estados Unidos producido íntegramente por mujeres, todas ellas voluntarias.  El desfile es el evento más antiguo y el desfile más grande de la Fiesta San Antonio. El propósito original del desfile era honrar a los héroes del Álamo. De acuerdo con esta tradición, se pide a los participantes que coloquen un tributo floral en el césped del Álamo al pasar. 

## Desfiles florales holandeses

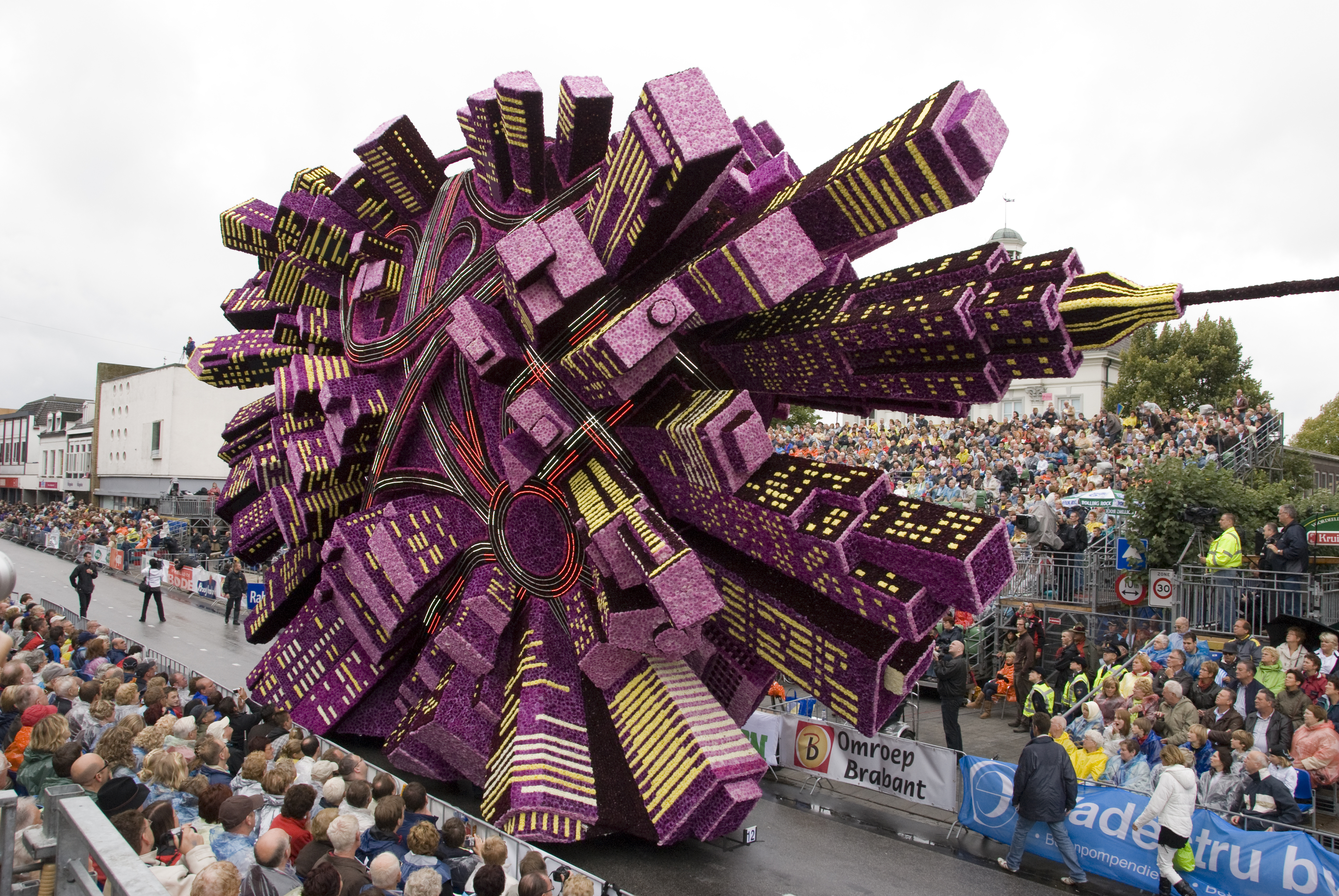
'Booming city', la carroza ganadora del desfile de flores de Zundert 2008.

En los Países Bajos, los desfiles de flores son una tradición popular. El pequeño país celebra unos 30 desfiles, grandes y pequeños. El desfile de flores más grande del mundo se celebra cada año el octavo día del cuarto mes lunar en Zundert, una pequeña ciudad del sur de los Países Bajos. En Zundert, y en la mayoría de los otros desfiles holandeses, las carrozas son construidas íntegramente por voluntarios, donde las aldeas compiten entre sí para construir la carroza más hermosa, juzgada por un jurado independiente. La mayoría de los desfiles florales holandeses se llevan a cabo en agosto y septiembre y utilizan principalmente flores de dalia. Los campos de dalias también son mantenidos por voluntarios.

## Carros alegóricos en la cultura popular

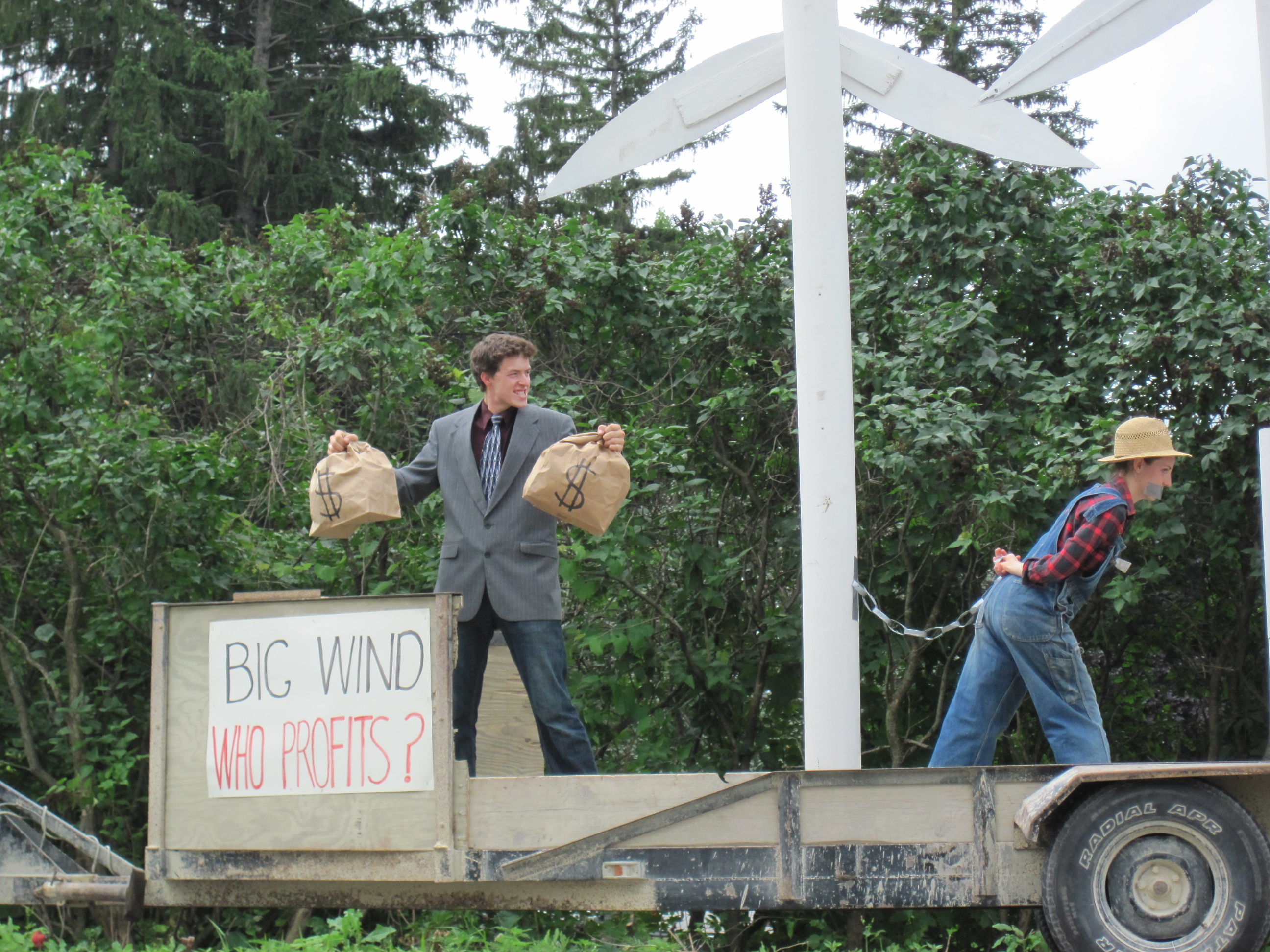
Las carrozas del desfile se pueden utilizar para hacer declaraciones políticas, como esta protesta contra la energía eólica, Vasa, Minnesota, 2010.

El clímax de la película Animal House (1978) presenta a los protagonistas de la fraternidad principal lanzando subrepticiamente su propia carroza en un desfile que contaba con muchos participantes legítimos. La carroza, un pastel gigante adornado con las palabras "Cómeme", luego se abre para revelar el "Deathmobile" que termina destruyendo el desfile.
En Ferris Bueller's Day Off (1986), el personaje principal salta a una carroza durante un desfile y canta varios números de karaoke a la multitud.
En la película Río de 2011, los principales antagonistas utilizan el Carnaval de Río como señuelo para pasar de contrabando al personaje principal y a sus amigos pájaros a un aeropuerto abandonado para poder venderlos en el mercado negro.
El Desfile del Día de Acción de Gracias de Macy's aparece en varias películas, incluida Miracle on 34th Street (1947) y sus remakes, así como en la versión de 2016 de Ghostbusters .